# Électron libre
Électron libre è il quarto album in studio (il quinto in totale) della cantante franco-algerina Nâdiya, pubblicato nel 2008.

## Tracce
1. J'irai jusque là
2. Voler tes rêves (feat. Stephen Simmonds)
3. Tired of Being Sorry (Laisse le destin l'emporter) (duetto con Enrique Iglesias)
4. No future in the past (feat. Kelly Rowland)
5. Miss You (feat. Enrique Iglesias)
6. Orpheline de l'amour
7. Ma résilience
8. À mon père (feat. Idir; versione acustica)
9. Il suffit d'un mot
10. La lettre
11. Mon kiss à oxygène
12. Jamais
13. Solitaire